# Rössen

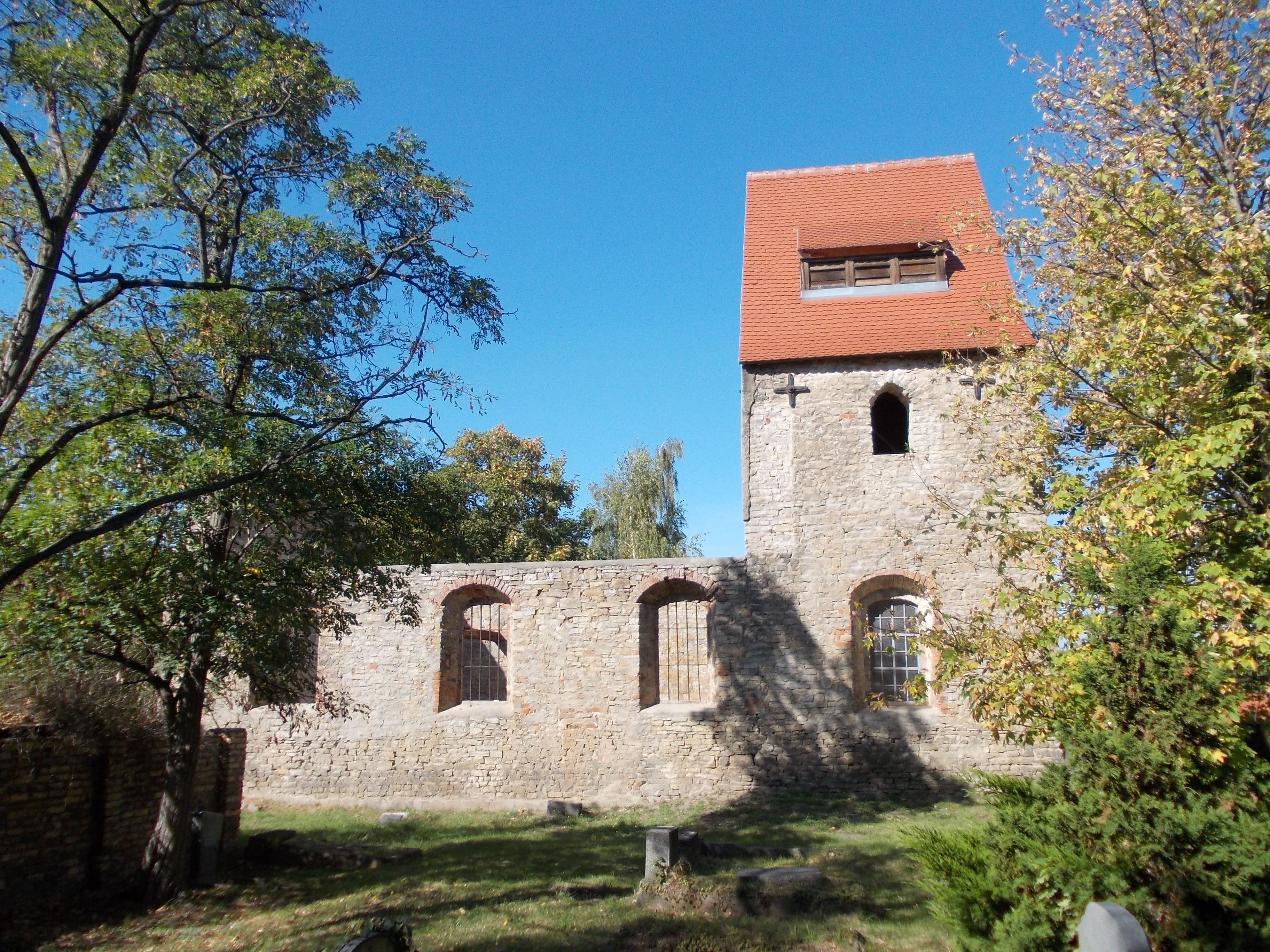
Nikolaikirche

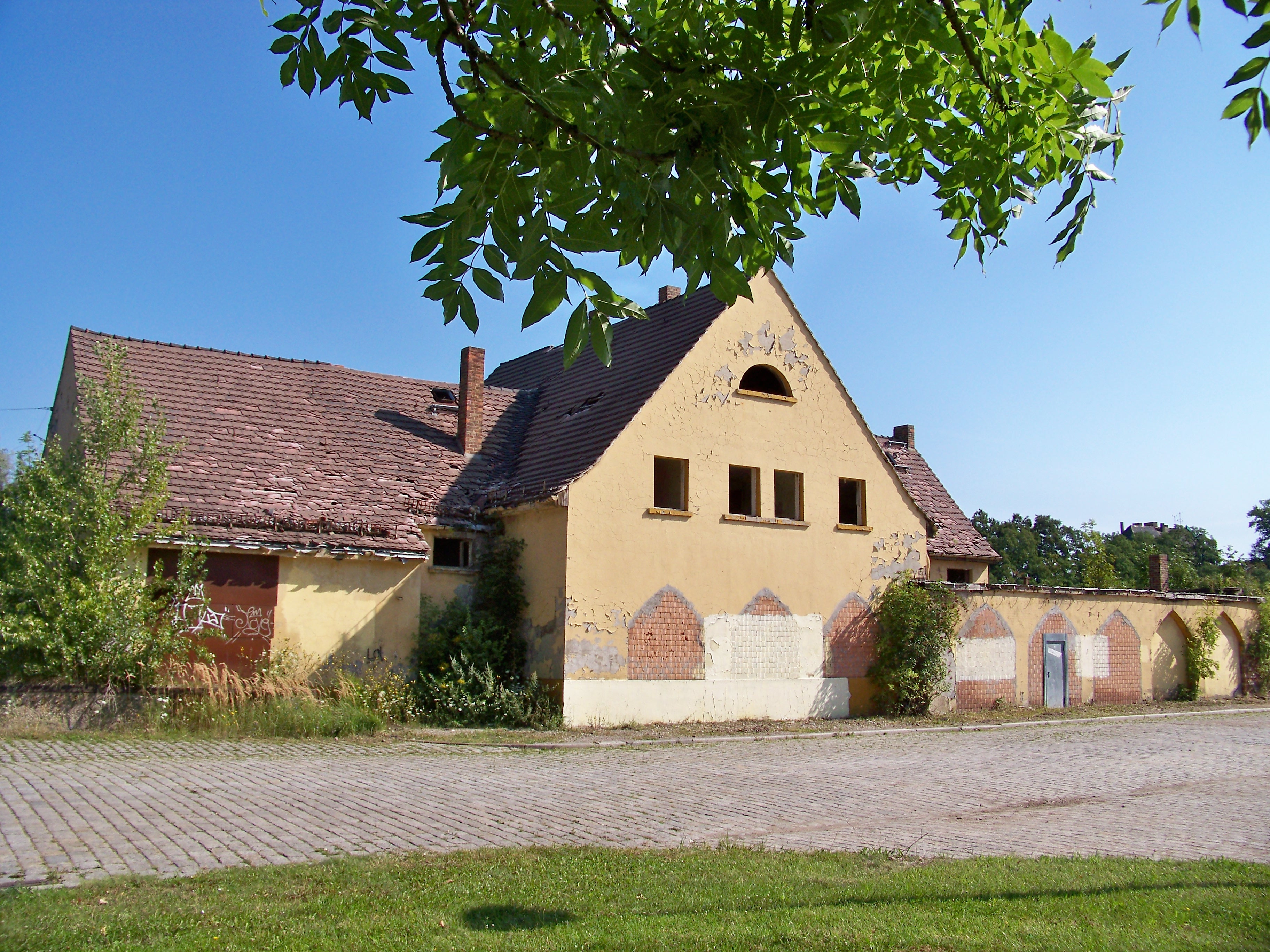
Ehemaliges Empfangsgebäude des Bahnhofs Leuna

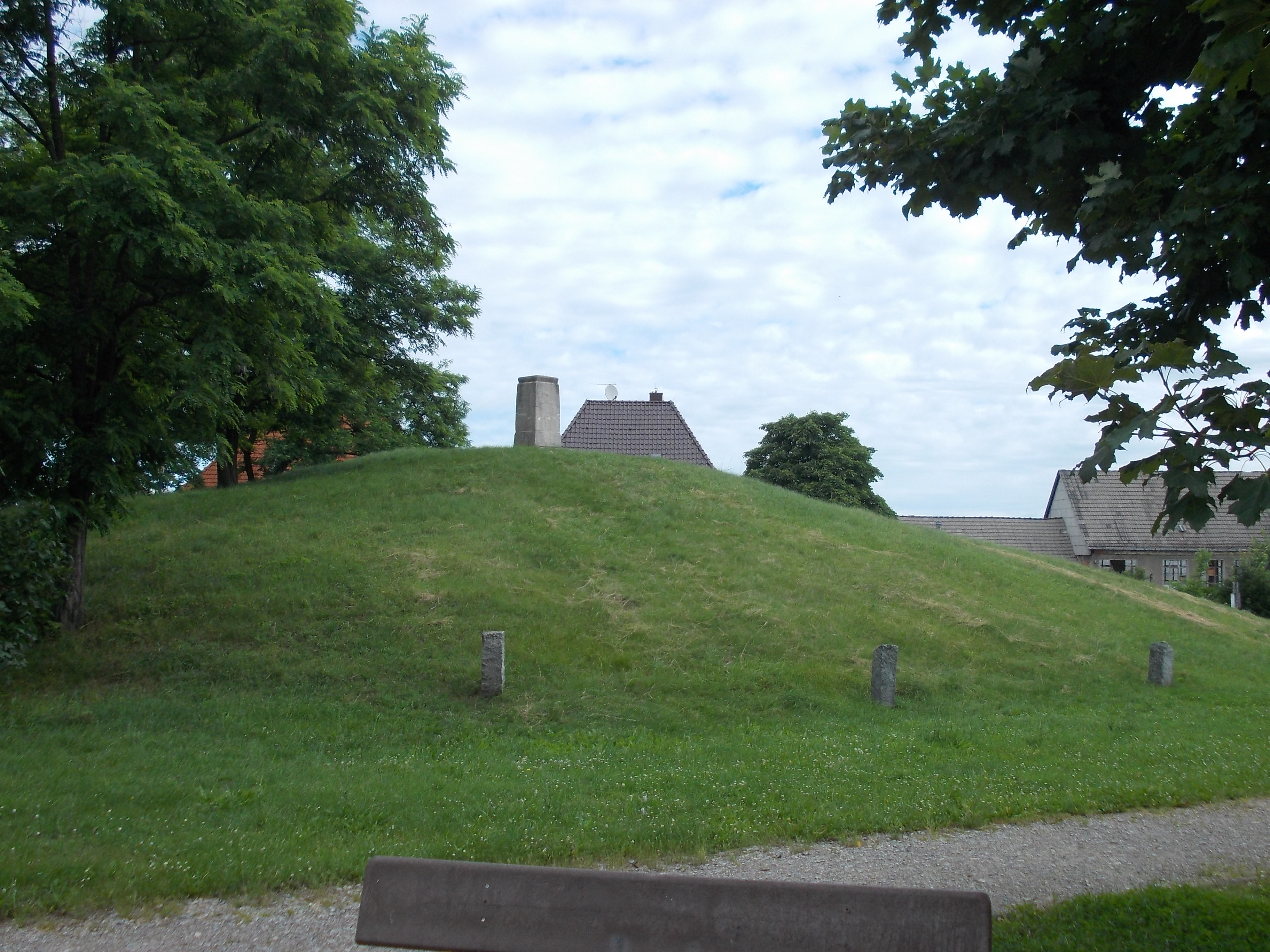
Namensgebender Fundort RössenHügel

Rössen ist ein Ortsteil der Stadt Leuna im Saalekreis in Sachsen-Anhalt.

## Geschichte
Rössen ist der namensgebende (eponyme) Fundort der neolithischen Rössener Kultur. Das zwischen 1882 und 1890 sowie 1918 großflächig untersuchte Gräberfeld enthielt wahrscheinlich über 100 Gräber hauptsächlich der Rössener Kultur (4400–4200 v. Chr., Körpergräber) und der Gaterslebener Kultur (Körper und Brandgräber). Es stellt das größte jungsteinzeitliche Gräberfeld in Mitteldeutschland dar.
In Rössen befindet sich die aus dem 14. Jahrhundert stammende romanische Kirche St. Nikolai. Sie war eine typische Wehrkirche und ist nur noch als Ruine zu besichtigen.
Rössen gehörte bis 1815 zum hochstiftlich-merseburgischen Amt Merseburg, das seit 1561 unter kursächsischer Hoheit stand und zwischen 1656/57 und 1738 zum Sekundogenitur-Fürstentum Sachsen-Merseburg gehörte. Durch die Beschlüsse des Wiener Kongresses kam der Ort im Jahr 1815 zu Preußen und wurde 1816 dem Kreis Merseburg im Regierungsbezirk Merseburg der Provinz Sachsen zugeteilt.
Die Stadt Leuna entstand am 1. Juli 1930 durch Zusammenschluss der Landgemeinden Leuna, Ockendorf, Rössen, Göhlitzsch, Daspig und Kröllwitz.
In Rössen befindet sich der Bahnhof Leuna an der Bahnstrecke Merseburg–Leipzig-Leutzsch.